# Polycentropus yuecelcaglari
Polycentropus yuecelcaglari är en nattsländeart som beskrevs av Füsun Sipahiler 1999. Polycentropus yuecelcaglari ingår i släktet Polycentropus och familjen fångstnätnattsländor. Inga underarter finns listade i Catalogue of Life.